# A munkácsi zsidóság története
A munkácsi zsidóság története a 17. század közepén kezdődik; ekkor települtek be Munkácsra az első zsidó családok. Az izraelita lakosság a 18. században tovább bővült, elsősorban galíciai betelepülőkkel. Az első egyházközség 1741-ben alakult meg, és ekkor épült az első zsinagóga is. 1851-ben jesiva létesült, 1871-ben pedig zsidó nyomda, amely számos ivrit könyvet adott ki. 1891-re a városban több mint ötezer zsidó élt, az összlakosság 48 százaléka. 1920-ban ivrit tannyelvű elemi iskola létesült, 1925-ben pedig zsidó gimnázium. Az 1920-as, 1930-as években, amikor a város Csehszlovákiához tartozott, a zsidó lakosság dinamikusan nőtt (1930-ban 11 ezer zsidó élt a városban), számaránya pedig az összlakosság 43-48 százaléka között mozgott. Ebben az időben Munkácson 30 zsinagóga működött, és négy jiddis nyelvű újság jelent meg.  Kárpátalja Magyarországhoz csatolása után a zsidóság helyzete élesen megromlott, minthogy rájuk is érvényesek voltak a jogfosztó zsidótörvények. Magyarország hadbalépése után a zsidó férfilakosság egy része munkaszolgálatot teljesített. Az ország 1944-es német megszállása után Munkácson is gettó létesült, majd a nyár elején a város zsidó lakosságát a kárpátaljai izraelitákkal együtt a deportálások első hullámában hurcolták el Auschwitzba. A háború végeztével Munkács a Szovjetunió részévé vált, és bár a nyílt zsidóüldözés megszűnt, a szovjet ideológiának megfelelően a vallásosságot háttérbe szorították. Az első zsinagógabezárásra 1953-ban került sor, 1959-re pedig az utolsó működő zsinagóga is megszűnt a városban. Az 1960-as évek végére mintegy kétezer zsidó maradt Munkácson. Ezek nagy része az 1970-es, 80-as évek során kivándorolt Izraelbe. A Szovjetunió felbomlása után a városban némileg újjáéledt a zsidó vallási és kulturális élet: 1992-ben a reformzsidóság képviselői hitközséget hoztak létre, 1994-ben Menóra néven zsidó kulturális egyesület alakult, 1995-ben pedig a zsidóság visszakapta egyik zsinagógáját. Ennek ellenére a város zsidósága tovább fogy: 1989 és 2006 között 236-an vándoroltak ki Izraelbe; Munkácson mintegy 300 zsidó maradt.

## Kezdetek
A Bohdan Hmelnickij vezette 1648-as zaporizzsjai felkelés és az ennek nyomán kirobbant kozák-lengyel háború súlyosan érintette a közép- és kelet-ukrajnai zsidóságot. Hmelnickij a zsidókat a lengyelek szövetségesének tekintette, és célul tűzte ki az ukrajnai zsidók likvidálását. A korabeli zsidó feljegyzések szerint a felkelés során mintegy százezer zsidó lelte halálát, és 300 izraelita közösség semmisült meg. A pogromokat túlélő zsidók nyugat felé menekültek. Ekkor jelentek meg Munkácson az első zsidó családok.
1741-ben már 80 zsidó család élt Munkácson. Ebben az évben épült fel az első zsinagóga a városban. A zsidók letelepedését hathatósan támogatta a környék hűbérura, Schönborn-Buchheim gróf. 1786-ban hitközségi szegényház és kórház létesült. A zsidó közösség gyorsan integrálódott a közigazgatásba: 1787-ben a hatóságok Meisels Benjámin hitközségi elnököt és az egyházközség két másik tagját bízták meg a türelmi adó beszedésével, 1794-től pedig a hitközség vezető tagjait bevonták a városi ügyek intézésébe.
A munkácsi zsidó lakosság lélekszámnövekedésének fontos mozgatórugója volt Lengyelország 1772-es felosztása, melynek során Galícia (jelentős zsidó lakosságával) a Habsburg Birodalomhoz került. Noha elvileg Galícia Ausztria része volt, Munkács (és az egész Kárpátalja) pedig a Magyar Királyságé, a két tartomány közötti határ könnyen átjárható volt a megélhetési lehetőségeket déli irányban kereső galíciai zsidók számára.
A munkácsi zsidóság kivette a részét az 1848–49-es forradalom és szabadságharc küzdelmeiből: 247 városi zsidó önkéntes állt be a Nemzetőrségbe.
Kezdetben a munkácsi zsidó közösség rabbijai is Galíciából származtak. Az első munkácsi rabbi Yehuda Leib volt, aki 1789-ig, haláláig töltötte be a tisztet. Őt a következő évben Avraham Gustman követte, aki 1815-ig szolgált. A következő munkácsi rabbi Zvi Avigdor Ashkenazi volt, aki 1824-ben bekövetkezett haláláig vezette a város zsidó közösségét. 1825-ben újjáépült a zsinagóga, a város főrabbija pedig a dynówi Tzvi Elimelech Shapira lett, aki befolyásos, konzervatív vallási vezető volt, de több konfliktusa is volt a helyi közösséggel, és végül visszatért Galíciába. 1833-tól 1841-ig Azriel Grin rabbi vezette a zsidó közösséget, majd 1841-től két évtizeden át Ephraim Fischel Horowitz volt a munkácsi főrabbi. Horowitz rabbi idején virágzott a munkácsi zsidó közösség. Izraelita segélyszervezetek alakultak, és zsidó kórház is létesült a városban. 1856-ban 2100 zsidó élt Munkácson. Horowitz 1861-es halála után hét évig nem volt főrabbi a városban.

## A dualizmus korában
A dualizmus korában a munkácsi (és általában a magyarországi) zsidóság társadalmi felemelkedésének törvényi hátterét a zsidók emancipációjáról szóló 1867. évi XVII. törvénycikk adta meg. Ez a törvény kimondta, hogy a zsidók minden polgári és politikai jog gyakorlásának szempontjából a keresztényekkel egyenlőek, és eltörölt minden korábbi, ezzel ellenkező jogszabályt.
A Horowitz főrabbi halálát követő hét évnyi hiátus után 1868-tól a város hitközségét Szofér Cháim rabbi vezette, aki 1879-ben távozott Pestre.

### Nyelv
A dualizmus korában a munkácsi zsidók túlnyomórészt jiddis nyelven beszéltek. A szentírás tanulmányozásának nyelve a hagyományoknak megfelelően a héber volt. A 19. század végi magyarosítási hullám hatására sokan megtanultak magyarul, sőt, voltak családok, ahol otthon is magyarul kezdtek beszélni. Ugyanakkor a földrajzi realitásoknak megfelelően számos munkácsi zsidó legalább alapszinten beszélt ruszinul-ukránul, hogy képes legyen a szomszédokkal, üzletfelekkel érintkezni.

## A két világháború között
Az első világháborút lezáró trianoni békeszerződés nyomán Munkács az újonnan létrejött Csehszlovákia része lett. Az ezt követő két évtized a helyi zsidó közösség történetének virágkora volt. Ebben az időszakban a városban mintegy 30 zsinagóga működött. 1920-ban ivrit tannyelvű elemi iskola létesült, 1925-ben pedig zsidó gimnázium létesült, amelynek igazgatója Cháim Kugel volt, akit 1935-ben a csehszlovák parlamentbe is beválasztottak.

## A szovjet időszak
A szovjet csapatok 1944 októberében foglalták el Munkácsot. A Szovjetunió és az újjáalakult Csehszlovákia 1945. június 29-én Moszkvában egyezményt írt alá, amelynek értelmében Munkács – Kárpátalja többi részével együtt – a Szovjetunió részévé vált. 1946 januárjában a területen létrejött az Ukrán SZSZK Kárpátontúli területe szovjet közigazgatással.
Nem készült átfogó statisztika arról, hogy a munkácsi zsidók közül hányan élték túl a holokausztot. A túlélők egy része a magyar hadseregbe besorozott munkaszolgálatos volt, néhányan a gettósítás és a deportálás elől a hegyekben vagy a környékbeli falvakban bújtak el, mások a trianoni Magyarország területére menekültek, és a budapesti gettóban vagy másutt rejtőzködve élték túl a vészkorszakot. Az 1944 májusában koncentrációs táborba deportált munkácsi zsidók általában Auschwitzba kerültek. Itt a túlélési arány rendkívül rossz volt, de – tekintve, hogy nyolc hónappal később, 1945 januárjában a tábort felszabadították a szovjet csapatok – azoknak, akiket nem öltek meg azonnal, és erejük teljében érkeztek a lágerbe, jobb esélyük volt megérni a háború végét, mint a más országokból, korábban deportált zsidóknak.
A túlélőknek csak egy töredéke tért vissza Munkácsra. A város túlélő zsidó lakosságának egy része különböző nyugat-európai menekülttáborokba került, és aztán onnan Palesztinába, az Egyesült Államokba, vagy más országokba emigrált. Mások kihasználták azt, hogy a szovjet-csehszlovák területátadási egyezmény lehetővé tette számukra, hogy Csehszlovákiába költözzenek. A csehszlovák kormány (amely a háborút követő években igyekezett megtisztítani az országot a nem cseh vagy szlovák nemzetiségű lakosságtól – elsősorban a szudétanémetektől, de kisebb részben a magyaroktól és a zsidóktól is) egy ideig vonakodott állampolgárságot adni a kárpátaljai zsidóknak, és felmerült a Kárpátaljáról elmenekült zsidók Németországba telepítése vagy visszatoloncolása a Szovjetunióba. Az 1948-as prágai kommunista hatalomátvétel után zsidók tízezrei emigráltak Csehszlovákiából Izraelbe és az Egyesült Államokba; mások tartósan letelepedtek Prága környékén és az etnikailag megtisztított Szudétavidéken.
Becslések szerint mintegy kétezer zsidó maradt Kárpátalján; ezeknek egy töredéke élt Munkácson. Bár a nyílt antiszemita megkülönböztetés megszűnt, az ateista szovjet rendszer igyekezett háttérbe szorítani a vallásosságot. A zsidó vallási közösségek fennmaradását engedélyhez kötötte a hatóság, és az engedélyt gyakran megtagadták. A munkácsi egyike volt a maroknyi engedélyezett zsidó közösségnek; vezetője Fedor Gottlieb volt. A szovjet hatóságok korlátozták a vallásgyakorlást: a zsidók nem maradhattak távol a munkából a zsidó ünnepeken, és akinek nem volt működő hitközség a lakóhelyén, nem utazhatott másik településre istentiszteletre. Az első munkácsi zsinagógabezárásra 1953-ban került sor, 1959-re pedig az utolsó működő zsinagóga is megszűnt a városban. A hatalom tiltotta a zsidóság önszerveződését és az önsegélyező hagyományokat. A holokauszttúlélőknek járó németországi kártérítéseket a munkácsi zsidók ruha- és élelmiszercsomagok formájában kapták meg, mert a pénzküldeményeket a szovjet állam elkobozta vagy megdézsmálta. A zsidó népesség eközben a természetes szaporulattal és az ország más részéből odaköltöző zsidókkal bővült. Az 1960-as évek végére mintegy kétezer zsidó maradt Munkácson. Ezek nagy része az 1970-es, 80-as évek enyhülése során kivándorolt Izraelbe.

## Népesség
| Év   | Lélekszám | Számarány |
| ---- | --------- | --------- |
| 1741 | 80 család | n.a.      |
| 1880 | kb. 4000  | n.a.      |
| 1891 | 5049      | 48%       |
| 1900 | 6567      | n.a.      |
| 1910 | 7675      | 44%       |
| 1921 | 10 012    | 48%       |
| 1930 | 11 241    | 43%       |
| 2005 | kb. 300   | n.a.      |
| 2011 | 280       | n.a.      |